# تيو لينغن
تيو لينغن (بالألمانية: Theo Lingen )‏ (و. 1903 – 1978 م) هو مخرج أفلام، وكاتب، وممثل مسرحي، وممثل أفلام، وكاتب سيناريو ألماني، ولد في هانوفر، توفي في فيينا، عن عمر يناهز 75 عاماً، بسبب سرطان.

## وصلات خارجية
- تيو لينغن على موقع IMDb (الإنجليزية)
- تيو لينغن على موقع مونزينجر (الألمانية)
- تيو لينغن على موقع ألو سيني (الفرنسية)
- تيو لينغن على موقع ميوزك برينز (الإنجليزية)
- تيو لينغن على موقع أول موفي (الإنجليزية)
- تيو لينغن على موقع قاعدة بيانات الأفلام السويدية (السويدية)
- تيو لينغن على موقع إن إن دي بي (الإنجليزية)
- تيو لينغن على موقع ديسكوغز (الإنجليزية)
- تيو لينغن على موقع قاعدة بيانات الفيلم (الإنجليزية)
- تيو لينغن على موقع كينوبويسك (الروسية)